# Charles Nicolle
Charles Nicolle tên đầy đủ là Charles Jules Henry Nicolle (sinh ngày 21.9.1866 tại Rouen - từ trần ngày 28.2.1936) là một nhà vi khuẩn học người Pháp, đã đoạt giải Nobel Y học năm 1928 cho công trình phát hiện ra chấy rận là sinh vật truyền bệnh dịch sốt phát ban do chấy rận (epidemic typhus).

## Tiểu sử
Nicolle học khoa sinh học rất sớm từ người cha Eugène Nicolle, một bác sĩ y khoa làm việc ở bệnh viện Rouen. Ông đậu bằng tiến sĩ y khoa (M.D.) năm 1893 tại Viện Pasteur. Sau đó ông trở lại Rouen làm thành viên trong Phân khoa Y học tới năm 1896, rồi làm giám đốc Phòng thí nghiệm vi khuẩn học.
Năm 1903 Nicolle làm giám đốc Viện Pasteur tại Tunis, Tunisia, nơi ông nghiên cứu về bệnh sốt phát ban do chấy rận (typhus) và đoạt giải Nobel cho công trình nghiên cứu này. Ông giữ chức vụ này cho tới khi qua đời năm 1936.
Ông kết hôn với Alice Avice năm 1895. Họ có hai người con: Marcelle (sinh năm 1896) và Pierre (sinh năm 1898).

## Phát hiện sinh vật trung gian truyền bệnh
Việc Nicolle phát hiện ra sinh vật trung gian truyền bệnh, đầu tiên là do ông quan sát thấy rằng các bệnh nhân bị bệnh này có thể truyền bệnh sang các bệnh nhân khác ở trong và ngoài bệnh viện; và quần áo bẩn của họ dường như đã phát tán bệnh; nếu họ được tắm nước ấm và thay quần áo thì họ không bị lây bệnh. Ông liền lý luận là rất có thể các con chấy rận là "sinh vật trung gian truyền bệnh" dịch sốt phát ban.
Tháng 6 năm 1909 Nicolle thử lý thuyết của mình bằng cách làm cho một con tinh tinh (chimpanzee) bị nhiễm bệnh sốt phát ban, rồi ông thu lượm các con chấy rận từ con tinh tinh này và đặt vào con tinh tinh khỏe mạnh khác. Trong vòng 10 ngày sau, con tinh tinh thứ hai này bị bệnh sốt phát ban. Sau khi lặp lại các thí nghiệm nhiều lần, ông biết chắc rằng các con chấy rận là sinh vật mang mầm bệnh lây truyền.
Việc nghiên cứu kỹ hơn đã chứng tỏ là cách truyền bệnh chủ yếu không phải do sự cắn của chấy rận, nhưng do phân do chúng bài tiết ra: các con chấy rận bị nhiễm bệnh sốt phát ban trở nên màu đỏ và chết sau một vài tuần lễ, nhưng trong lúc bị bệnh, chúng bài tiết ra một lượng lớn vi trùng. Chỉ cần một lượng nhỏ vi trùng này cọ xát vào da hoặc mắt, thì sẽ bị lây nhiễm.

## Thử một vắc-xin
Nicolle phỏng đoán là mình có thể làm một vắc-xin đơn giản bằng cách nghiền nát các con chấy rận rồi trộn lẫn với huyết tương của các bệnh nhân đã khỏi bệnh. Đầu tiên, ông thử tự tiêm vắc-xin này cho mình, khi thấy mình vẫn khỏe mạnh, ông liền thử tiêm vắc-xin này cho vài trẻ em (vì chúng có hệ miễn dịch tốt hơn), chúng bị sốt phát ban nhưng bình phục.
Ông không thành công trong nỗ lực chế tạo một vắc-xin chống bệnh sốt phát ban do chấy rận. Mãi đến năm 1930 Rudolf Weigl mới thành công.

## Các thành tựu
- Khám phá ra cách truyền bệnh sốt phát ban (typhus)
- Việc áp dụng tiêm phòng Malta fever
- Khám phá ra cách truyền bệnh tick fever
- Các nghiên cứu về ung thư, bệnh tinh hồng nhiệt (scarlet fever), rinderpest (bệnh dịch trâu bò), bệnh sởi, bệnh cúm, bệnh lao và bệnh mắt hột (trachoma).

## Vinh dự
- Giải Nobel Sinh lý và Y khoa (1928)
- Viện sĩ Viện Hàn lâm Khoa học (1929)

## Các tác phẩm
Charles Nicolle đã viết nhiều tác phẩm y học, triết học và văn học sau: 

### Văn học
- La chronique de Maitre Guillaume Heurtebise (signé C.A***) Rouen 1903 Nhà in Lecerf Fils
- Le Pâtissier de Bellone, Calmann-Lévy, Paris 1913
- Les Feuilles de la sagittaire, Calmann-Lévy, Paris 1920
- La Narquoise, Calmann-Lévy, Paris, 1922
- Les Menus Plaisirs de l'ennui, Rieder, Paris 1924
- Marmouse et ses hôtes, Rieder, Paris, 1927
- Les Deux Larrons, Calmann-Lévy, 1929

### Y học, Sinh học, Triết học
- Naissance, vie et mort des maladies infectieuses, Félix Alcan, Paris, 1930
- Biologie de l'invention, Félix Alcan, Paris, 1932
- La Nature, Félix Alcan, Paris, 1934

### Giáo khoa
- Introduction à la carrière de la médecine expérimentales, Félix Alcan, Paris, 1932
- Destin des maladies infectieuses, Félix Alcan, Paris, 1933
- L'Expérimentation en médecine, Félix Alcan, Paris, 1934
- Responsabilités de la médecine (1 et 2), Félix Alcan, Paris 1935 et 1936

## Các sách viết về Nicolle
- Jacques Debray, Charles Nicolle. Enfant de Rouen. Médecin. Savant. Écrivain, Amis des monuments rouennais, Rouen, 1993
- Maurice Huet, Le Pommier et l'Olivier. Charles Nicolle. Une biographie. 1866-1936, Sauramps Médical, Montpellier, 1995
- Fernand Lot, Charles Nicolle: Un Grand Biologiste, Paris, Ed. de la Liberté, 1946
- Germaine Lot, Charles Nicolle et la biologie conquérante, Seghers, Paris, 1961
- Mélanie Mataud et Pierre-Albert Martin, La Médecine rouennaise à l'époque de Charles Nicolle. De la fin du Bản mẫu:S mini- aux années 1930, Bertout, Luneray, 2003 ISBN 2867434882